# Jeff Koons
Jeffrey Lynn Koons (York (Pennsylvania), 21 januari 1955) is een Amerikaans beeldend kunstenaar wiens werk wordt gedomineerd door de thema's banaliteit en verleiding. Zijn werk wordt benoemd als postmodern, als camp, als überkitsch of als simpelweg kitsch.

## Biografie
Koons debuteerde op achtjarige leeftijd met in kleurpotlood uitgevoerde reproducties van klassieke meesterwerken, die door zijn vader in diens winkel voor interieurbenodigdheden werden verkocht.
Na een opleiding aan het Maryland College of Art en het Art Institute of Chicago verhuisde Koons in 1976 naar New York, waar hij de aandacht trok met readymades die bestonden uit een combinatie van tl-buizen en huishoudelijke artikelen. Ook maakte hij Inflatables: opblaasbare bloemen en konijnen. Om zijn kunst te financieren werkte hij enige jaren op de New Yorkse beurs.
Vanaf 1981 werkte Koons aan zijn Equilibrium Tanks: aquaria waarin zich roerloos zwevende basketballen bevinden. Om de techniek te ontwikkelen, die nodig is om dit effect te bereiken, correspondeerde hij jarenlang met een groot aantal wetenschappers.
Zijn eerste solotentoonstelling in New York in 1985, met de thema's evenwicht en overleven, bestond naast de Equilibrium Tanks uit bronzen afgietsels van een reddingsvest en een rubberboot. Koons' rechtlijnige interpretatie van zijn thema's werd in de jaren daarna nog verder op de spits gedreven: in Luxury and Degradation kreeg het thema verleiding vorm door enorme reproducties van chique drankadvertenties, gecombineerd met in roestvrij staal uitgevoerde objecten die verband houden met het consumeren van dergelijke dranken. De serie Statuary (1986) bestond eveneens uit spiegelende roestvrijstalen objecten, waaronder een reproductie van een opblaasbaar konijn.
Voor de serie Banality uit 1988 maakte Koons gebruik van de techniek waarmee doorgaans porseleinen kitschbeeldjes worden geproduceerd. Een relletje rond de aankoop van zo'n beeld, Ushering in banality, door het Stedelijk Museum in Amsterdam zorgde voor grotere naamsbekendheid van Koons in Nederland.
Naast porselein gebruikte hij in deze tijd glas en fleurig beschilderd hout voor beelden van hondjes, bloemen, knuffeldieren en Amerikaanse popiconen als de Roze Panter, Michael Jackson, inclusief Bubbles, en Buster Keaton.

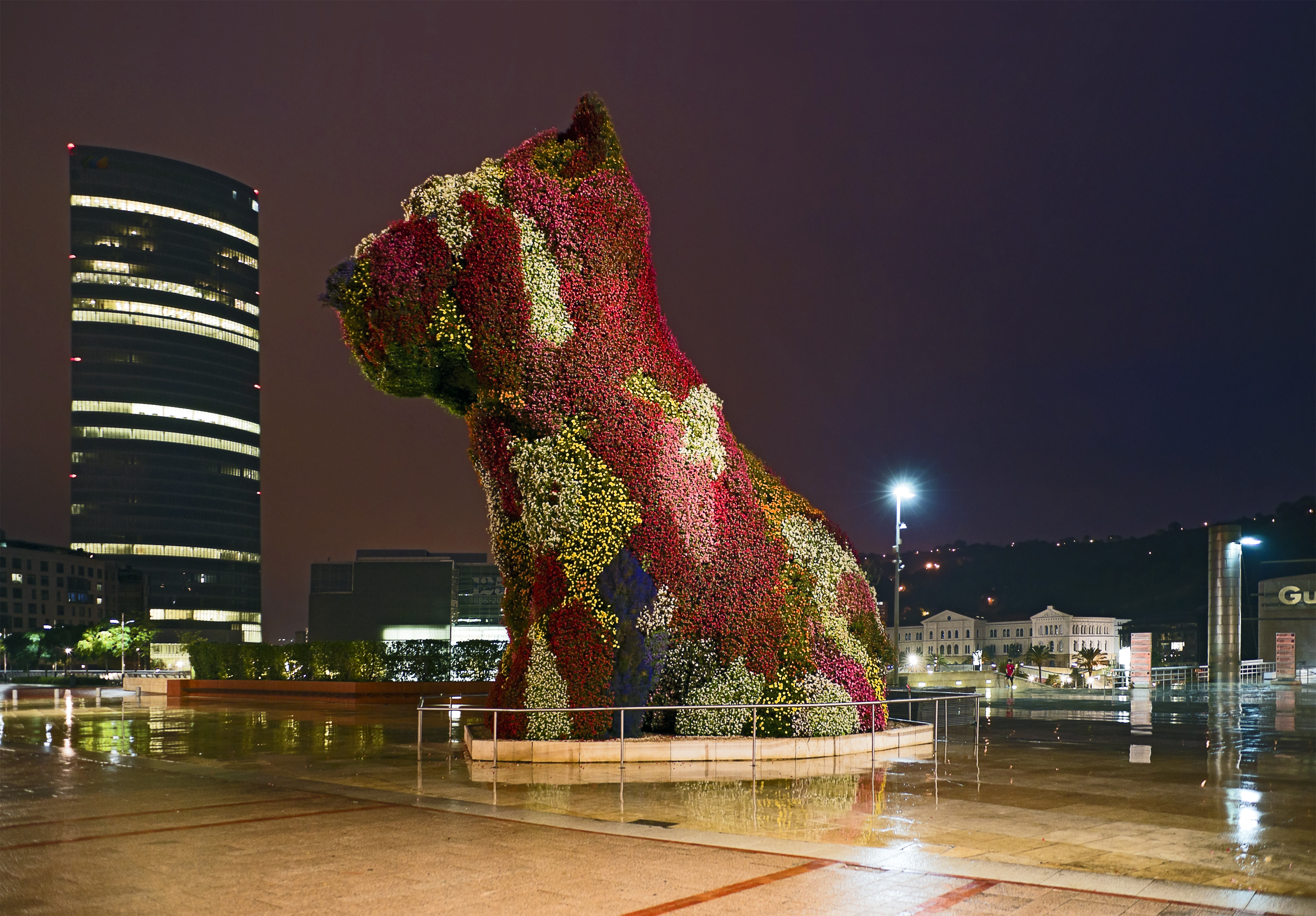
Puppy in Bilbao

De volgende stap in Koons' carrière was een kortstondig huwelijk met de Hongaars-Italiaanse pornoactrice Ilona Staller ('Cicciolina'). De manier waarop hij in 1991 hun liefde vereeuwigde met de op eigentijdse pornografie geïnspireerde tentoonstelling Made in Heaven was volgens Koons 'bevrijdend'. Koons' mediaoptreden wordt vanaf deze tijd steeds meer als onderdeel van zijn kunst beschouwd.
In 1992 maakte Koons zijn eerste uit levende bloemen bestaande sculptuur, Puppy: een twaalf meter hoog schoothondje dat dat jaar als boegbeeld fungeerde voor de documenta in Kassel. Zes jaar later zou het beeld opnieuw worden geïnstalleerd bij het Guggenheim Museum in Bilbao. In het Amsterdamse Stedelijk Museum was in 1992 een retrospectief van Koons' werk te zien.
In 1999 presenteerde Koons Easyfun: een serie collages van beelden die aan glossy tijdschriften en advertenties herinneren. Het werk werd vervaardigd met dezelfde techniek waarmee de metershoge olie-op-doekafdrukken voor Made in Heaven waren gemaakt.

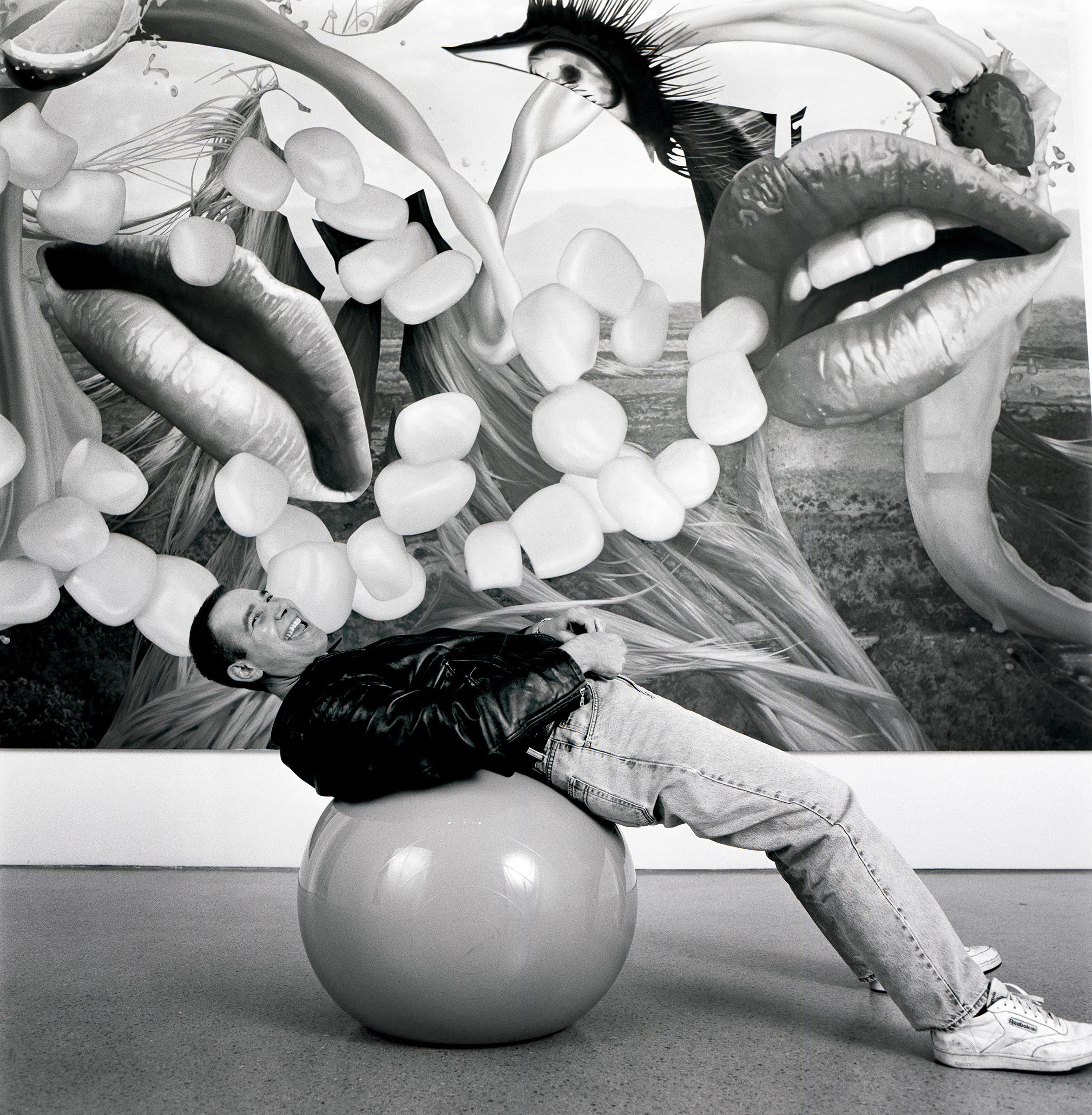
Jeff Koons gefotografeerd door Oliver Mark, Berlijn 2000

In 2000 maakte hij opnieuw een monumentale bloemensculptuur. Het werk Split-Rocker, gespleten wipkip, werd neergezet op een binnenplaats van het Palais des Papes in Avignon.
Op 14 november 2007 werd bij veilinghuis Sotheby's het werk Hanging Heart verkocht voor een bedrag van $ 23,6 miljoen. Dit was op dat moment de hoogste prijs ooit betaald voor een werk van een levende kunstenaar.
In juli 2008 werd zijn Balloon Flower (Magenta) verkocht door veilinghuis Christie's in London voor $25,7 miljoen.
In 2018 verloor hij het record aan David Hockney, maar in mei 2019 werd zijn werk Rabbit verkocht voor $91 miljoen, opnieuw een recordprijs voor een werk van een levende kunstenaar.

## Werk in openbare collecties (selectie)
- Groninger Museum, Groningen
- Museum Boijmans Van Beuningen, Rotterdam[2]
- Stedelijk Museum Amsterdam

## Tentoonstellingen (selectie)
- 28 november 1992 - 3 januari 1993 Made in Heaven Stedelijk Museum Amsterdam
- 2008 Jeff Koons on the roof met de Balloon Dog, Metropolitan Museum of Art (New York).
- 10 september 2008 - 4 januari 2009, Kasteel van Versailles
- 13 mei - 2 september 2012 in de Fondation Beyeler, Riehen
- The Painter van 20 juni - 23 september 2012 in de Schirn Kunsthalle Frankfurt
- The Sculptor van 20 juni - 23 september 2012 in de Liebieghaus Skulpturensammlung, Frankfurt.
- La Rétrospective van 26 november 2014 - 27 april 2015 in het Centre Pompidou, Parijs.
- Seated Ballerina van 18 mei 2017 - 2 juni 2017 in het Rockefeller Center, New York.

## Stijl
Koons' verdienste ligt in het verwerken van kitscherige elementen in 'Kunst met de grote K', waardoor zijn werk, in één adem met dat van Andy Warhol, postmodernisme wordt genoemd. Koons' werk vertoont overeenkomsten met popart, in zoverre dat hij elementen uit lagere kunst haalt en deze verwerkt in hogere kunst. Men brengt zijn werk dan ook onder in de categorie Neo Popart. In het speciale geval van Koons spreekt men wel van überkitsch: kitsch die zo sterk wordt aangezet, dat die niet meer te genieten is en juist daaraan zijn kunstzinnigheid ontleent.

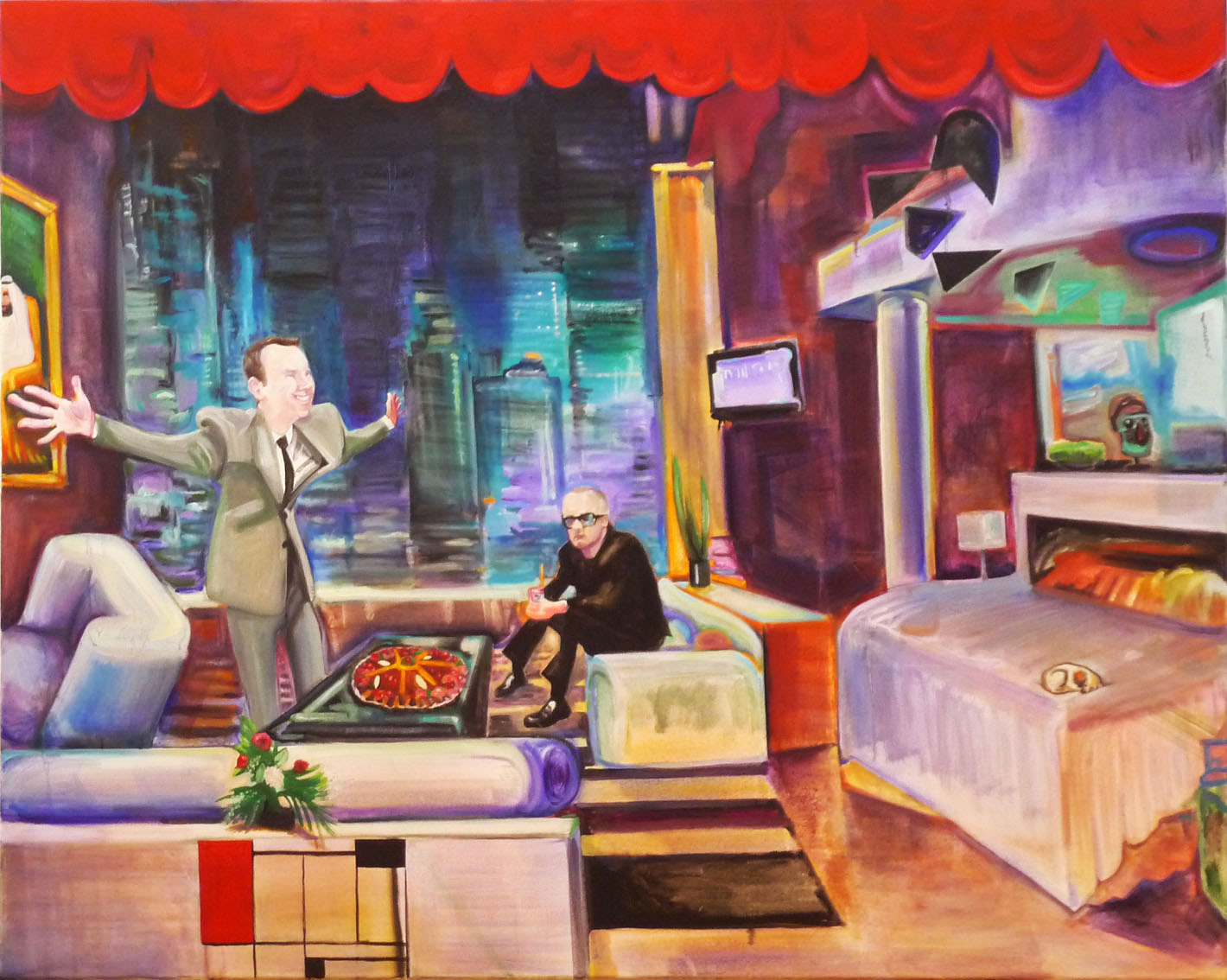
Damien Hirst en Jeff Koons verdelen onderling de kunstmarkt (Jed Martin, 2010, olieverf op doek, 120×150 cm)

## Trivia
- Koons speelt een bescheiden rol in de roman De kaart en het gebied (2010) van Michel Houellebecq. Het boek gaat over een fictieve Franse kunstschilder, Jed Martin, wiens werk, net als dat van Koons, plotseling explosief in waarde stijgt. Martin werkt maandenlang aan een schilderij getiteld Damien Hirst en Jeff Koons verdelen onderling de kunstmarkt. Uiteindelijk vernietigt hij het schilderij. Deze episode uit het boek inspireerde in 2010 een anonieme kunstenaar, die zich eveneens Jed Martin noemt, dit schilderij te doen herleven. Links afgebeeld is Jeff Koons, die enthousiast opspringt en zijn handen in de lucht steekt als overwinningsgebaar.
- Op 8 april 2018 raakte Koons' kunstwerk Gazing Ball, met een geschatte waarde van tientallen miljoenen dollars, beschadigd tijdens een expositie in de Nieuwe Kerk in Amsterdam. Volgens een ooggetuige barstte de grote blauwe 'kerstbal' in het midden van het kunstwerk toen een bezoeker het aanraakte. Er leek geen sprake van opzet.[3]